# 길잃음 (생물학)

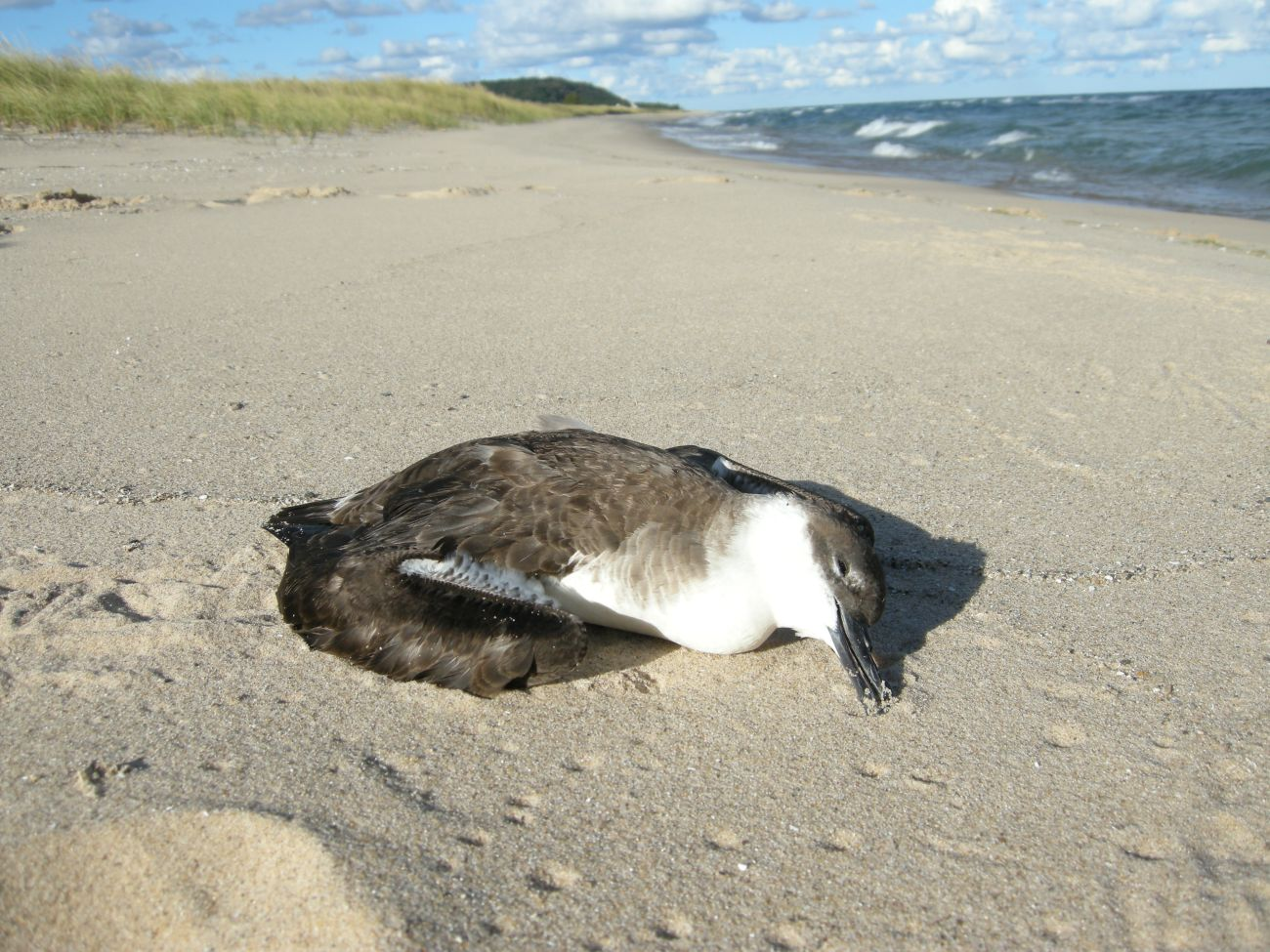
미조는 낯선 환경에 대한 스트레스와 먹이 부족으로 죽는 경우가 많다. 이 큰슴새는 본래 대서양의 물새인데, 어쩌다 오대호까지 떠밀려와 죽음을 맞았다.

길잃음(영어: vagrancy)은 특정 동물이 본래의 서식지 바깥에 나타나는 현상을 말한다. 특히 철새들에게서 자주 나타나는 현상이라 길잃은새, 미조(迷鳥, 영어: vagrant bird)라고 따로 부른다.